# Свети Йоан Богослов (Сръбска Куча)
„Свети Йоан Богослов“ (на сръбски: Храм св. Јована Богослова) е възрожденска православна църква във вранското село Сръбска Куча (Кралева Куча), югоизточната част на Сърбия. Част е от Вранската епархия на Сръбската православна църква.
Църквата гробищен храм, разположен югозападно от селото, построен в 1903 година на основите на стара църква с благословията на патриаршеския митрополит Фирмилиан Скопски. Осветена е в 1906 година от неговия наследник Викентий Скопски. В църквата има надпис:
| „ | Во имѧ Отца и Сина и Свѣтагѡ Духа! Храм овај Св. Апостола и Јеванђелиста ЈОВАНА обновљен је на темељу старе задужбине из славног доба НЕМАЊИЋА за владе Њ. И Велич. Султан Абдул-Хамид-Хана. По благослову Њ. В. Преосвешт. Митрополита Скопљанског Фирмилијана. Храм је Освећен од Њ. В. Преосвешт. Митрополита Скопљанског Вићентија 22 Октомбр 1906 год. Храм је подигнут добровољним прилозима од побожних хришћана села Краљева-Кућа Јања Тасић тутор, из Краљеву Кућу; Анђел Васиљевић, мајстор из Врање и Теофан И. Буџароски Иконописац из Галичника. | “ |

През Първата световна война в Кралева Куча български военни убиват сръбските свещеници Милан Мл. Попович, прота и енорийски свещеник на Кралева Куча, Трайко Дейкович, енорийски свещеник на Буяновац и Тома Стоилович, енорийски свещеник на Осларе. Според сайта на Вранската епархия по време на Втората световна война българи замазват дарителските надписи на иконите.
Иконостасът с 39 икони е дело на галичкия майстор Теофан Буджароски. Царските двери са изрязани с растителни мотиви и на върха имат корона с кръст.
Южно от храма е направена трапеза, а югозападно в 1987 година е издигната камбанария.